# 8892 Kakogawa
8892 Kakogawa (1994 RC11) là một tiểu hành tinh vành đai chính được phát hiện ngày 11 tháng 9 năm 1994 bởi M. Sugano và T. Nomura ở Minami-Oda.